# The Promiseland
The Promiseland è il trentaquattresimo album in studio del cantante di musica country statunitense Willie Nelson, pubblicato nel 1986.

## Tracce
1. Living in the Promiseland (David Lynn Jones) – 3:18
2. I'm Not Trying to Forget You (Willie Nelson) – 3:17
3. Here in My Heart (David Lynn Jones) – 3:50
4. I've Got the Craziest Feeling (Floyd Tillman) – 2:54
5. No Place But Texas (Alex Harvey) – 3:22
6. You're Only in My Arms (To Cry on My Shoulder) (Steve Nelson) – 3:16
7. Pass It On (Steve Bivens, Dub Dickerson, C. Williams) – 3:10
8. Do You Ever Think of Me (Earl Burtnett, John Cooper, Jerome Kern) – 2:17
9. Old Fashioned Love (James P. Johnson, Cecil Mack) – 2:47
10. Basin Street Blues (Spencer Williams) – 4:09
11. Bach Minuet in G (Johann Sebastian Bach) – 1:36